# Limnophila
Limnophila este un gen de plante din familia Scrophulariaceae, care cuprinde 35 specii, unele dintre care sunt:
- Limnophila albiflora
- Limnophila aquatica
- Limnophila aromatica
- Limnophila aromaticoides
- Limnophila australis
- Limnophila balsamea